# Jack Fields

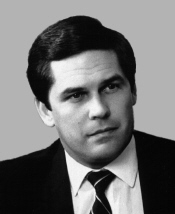
Jack Fields

Jack Milton Fields Jr. (* 3. Februar 1952 in Humble, Harris County, Texas) ist ein US-amerikanischer Politiker. Zwischen 1981 und 1997 vertrat er den Bundesstaat Texas im US-Repräsentantenhaus.

## Werdegang
Jack Fields besuchte bis 1970 die Humble High School und studierte danach bis 1977 an der Baylor University in Waco unter anderem Jura. Nach seiner im selben Jahr erfolgten Zulassung als Rechtsanwalt begann er in diesem Beruf zu arbeiten. Zwischen 1977 und 1980 war er auch Vizepräsident einer familieneigenen Firma. Politisch schloss er sich der Republikanischen Partei an.
Bei den Kongresswahlen des Jahres 1980 wurde Fields im achten Wahlbezirk von Texas in das US-Repräsentantenhaus in Washington, D.C. gewählt, wo er am 3. Januar 1981 die Nachfolge des Demokraten Robert C. Eckhardt antrat. Nach sieben Wiederwahlen konnte er bis zum 3. Januar 1997 acht Legislaturperioden im Kongress absolvieren. 1994 wurde er Vorsitzender des Unterausschusses für Telekommunikation und Finanzen. Im Jahr zuvor hatte er sich erfolglos innerhalb seiner Partei für die Nominierung bei einer Nachwahl zum US-Senat beworben. Im Jahr 1996 verzichtete Fields auf eine weitere Kandidatur für das US-Repräsentantenhaus.
Nach dem Ende seiner Zeit im US-Repräsentantenhaus gründete Jack Fields die Firmen 21st Century Group und Texana Global Inc., die in der Bundeshauptstadt Washington bzw. in Texas ansässig sind. Fields war auch Vorstandsmitglied verschiedener sozialer Einrichtungen. Mit seiner Frau hat er zwei Töchter und einen Stiefsohn.